# Peur(s) du noir - Paure del buio
Peur(s) du noir - Paure del buio è un film d'animazione collettivo del 2007 diretto da Blutch, Charles Burns, Marie Caillou, Pierre Di Sciullo, Lorenzo Mattotti e Richard McGuire.
Ciascuno dei sei illustratori e autori di fumetti coinvolti nel progetto, con differenti esperienze precedenti nel campo dell'animazione, ha realizzato un episodio del film, senza titolo ma sul tema comune della paura, con un diverso stile grafico ma rispettando la scelta estetica e narrativa del bianco e nero (con l'eccezione dell'episodio di Marie Caillou, in cui appare per qualche secondo il rosso).
Due episodi, quelli di Blutch e Pierre Di Sciullo, incorniciano e inframmezzano gli altri quattro.

## Produzione
Ogni autore è stato direttamente responsabile della realizzazione del proprio segmento, lavorando con una differente équipe di animatori, in modo che ognuna di queste si dovesse cimentare con un unico stile grafico, utilizzando computer e 3D o tecniche tradizionali, a seconda della necessità.
Per Lorenzo Mattotti si è trattata della prima esperienza con l'animazione. In precedenza, aveva solo realizzato ed elaborato dei disegni per il film a episodi Eros (2004).

## Distribuzione
Il film è stato presentato in anteprima internazionale alla Festa del Cinema di Roma 2007 e poi in diversi festival cinematografici, quali il Sundance Film Festival, il Fantastic'Arts di Gérardmer, il Rotterdam Film Festival.
È uscito nelle sale cinematografiche francesi il 13 febbraio 2008. Ha avuto una distribuzione limitata nelle sale statunitensi a partire dal 22 ottobre 2008. In Italia è stato distribuito direttamente per il mercato home video dalla rivista Internazionale a partire dal 27 dicembre 2008, in lingua originale francese e sottotitolato in italiano.

## Critica
Su Metacritic il film ha un punteggio di 69/100, sulla base di 16 recensioni.
Su Rotten Tomatoes ha una valutazione di 72%, con 42 recensioni positive su un totale di 58.